# 波克比
波克比（英文：Togepi；香港舊譯：小刺蛋）為精靈寶可夢系列中的一種寶可夢，最先出現於精靈寶可夢第二世代中。
原先為一般屬性的寶可夢，不過至第六世代起，牠與其進化型皆被更改為妖精屬性的寶可夢。

## 特徵
外表為剛從蛋殼孵出來的生物，白色的蛋殼上分布著紅藍三角狀的花紋，頭部為尖刺狀。

根據圖鑑描述，人們認為波克比的殼中被「幸福」所充滿，這些幸福會與善良的人一同分享。

## 遊戲中的波克比

### 波克比的取得方式
波克比最先出場於精靈寶可夢金銀版，在遊戲中由空木博士的助手給予該寶可夢的蛋。

在GBA遊戲火紅葉綠版中，可於5島中的一位NPC那取得該寶可夢的蛋。

在GC遊戲精靈寶可夢XD中，可取得會「三重攻擊」的波克比。會三重攻擊的波克比只能在這取得，並且波克比無法藉由遺傳等方式來學會該招。

於DS遊戲鑽石、珍珠、白金版中，當破了一周目後，可以在230道路中以低機率遇到。另外，在白金版中冠軍シロナ會給予玩家波克比的蛋。

### 性別
波克比以及其進化型的男女比例均為7 : 1

## 漫畫中的波克比
在特別篇中，阿金從空木博士那得到過波克比的蛋並且將其孵化出來，名子為「波克太郎」。因為孵化前阿金常去賭場之類的，讓波克太郎的胎教不是很好，銳利的眼神為其特色。
波克太郎的父母為城都館主阿蜜的兩隻波克基古。這兩隻寶可夢放置在飼育屋後突然出現這麼一顆蛋。
因為不曉得該如何發揮牠的實力，長期被阿金寄放在空木博士那，直到心金·魂銀篇才又再次讓牠入隊，也因此波克比對此有些心結。最後雙方解開心結後，波克比連續進化到最終階段波克基斯，協助阿金平息阿爾宙斯的暴動。

## 動畫中的波克比
動畫中小智曾在化石的挖掘礦中取得波克比的蛋，但在陰錯陽差下變成小霞的寶可夢。
動畫無印時期的吉祥物之一，雖然成了小霞的寶可夢，但沒進過精靈球，也僅僅只戰鬥過一次（因皮卡丘喪失戰鬥意志而獲勝），雖然會使用揮指，但是沒有人知道（小霞只有懷疑）。
有一說讓小霞持有牠是為了遮住露出的肚臍，好適應美國的動畫市場。
隨後在鑽石&珍珠，出現了一隻邪惡波克比惡整小智他們客串演出，外型疑似參仿特別篇阿金的波克比，擁有一雙銳利的眼神。

## 資料來源
1. ↑  遊戲金銀版以及心金魂銀版圖鑑內容
2. ↑  出自第153集「小鋸鱷是誰的？小智對抗小霞」
3. ↑  出自DP第140集「史上最邪惡的波克比！」